# Jerzy Rebeta
Jerzy Piotr Rebeta (ur. 14 kwietnia 1932 w Częstochowie, zm. 11 listopada 2018) – polski politolog, doktor habilitowany, profesor nadzwyczajny Katolickiego Uniwersytetu Lubelskiego Jana Pawła II.

## Życiorys
W 1957 ukończył studia na Wydziale Filozofii Katolickiego Uniwersytetu Lubelskiego. Obronił pracę doktorską pt. Komentarz Pawła z Worczyna do Etyki Nikomachejskiej Arystotelesa z 1424 r. Zarys problematyki filozoficzno-społecznej, otrzymując stopień naukowy doktora 16 stycznia 1968. 29 marca 1984 nadano mu stopień doktora habilitowanego na podstawie dorobku naukowego oraz rozprawy zatytułowanej Początki nauk społecznych w Polsce. Podstawy metodologiczne. 28 marca 1992 objął stanowisko profesora nadzwyczajnego KUL.
W styczniu 1976 roku podpisał list protestacyjny do Komisji Nadzwyczajnej Sejmu PRL przeciwko zmianom w Konstytucji Polskiej Rzeczypospolitej Ludowej.

## Życie prywatne
Jego żoną była Alicja Romualda Pabin, z którą miał troje dzieci: dwie córki i syna.